# نيكولاس بريفاتيلي
نيكولاس بريفاتيلي (بالإسبانية: Nicolás Previtali)‏ هو لاعب كرة قدم أرجنتيني في مركز الوسط، ولد في 7 يوليو 1995 في مدينة راموس ميخيا في الأرجنتين. لعب مع أتلتيكو أتلانتا.

## وصلات خارجية
- نيكولاس بريفاتيلي على موقع قاعدة بيانات كرة القدم.إي يو (الإنجليزية)
- نيكولاس بريفاتيلي على موقع Soccerway.com (الإنجليزية)
- نيكولاس بريفاتيلي على موقع عالم كرة القدم.نت (الإنجليزية)